# Centrale idroelettrica di Maën
La centrale idroelettrica di Maën è una centrale di tipologia mista sita lungo il corso del torrente Marmore e a valle della diga di Cignana, nel comune di Valtournenche in Valle d'Aosta.

## Descrizione
La centrale di Maën sfrutta, nel bacino a derivazione dal lago di Cignana, le acque dei bacini del lago du mont Dragon, Balanselmo e del Grand lac, mentre nella derivazione a bacino Marmore, sfrutta le acque del torrente Marmore e lo scarico della centrale idroelettrica di Les Perrères.

## Storia
La centrale entrò in funzione nel 1928; al 2002 risalgono invece lavori di rifacimento dell'impianto. L'edificio principale è composto da due grandi sale; quella sul lato nord, che un tempo accoglieva la stazione elettrica (oggi spostata all'esterno) ospita oggi eventi culturali e mostre.

## Architettura
Il progetto delle strutture edilizie fu redatto dall'architetto Giovanni Muzio.